# Dyschoriste miskatensis
Dyschoriste miskatensis là một loài thực vật có hoa trong họ Ô rô. Loài này được Thulin mô tả khoa học đầu tiên năm 2005.